# Lucius Arrius Hermes
Lucius Arrius Hermes war ein antiker römischer Unternehmer der römischen Kaiserzeit, der in Ostia Antica oder der Umgebung der Stadt aktiv war.
Lucius Arrius Hermes ist heute nur noch von seiner Grabinschrift bekannt, die in Ostia Antica gefunden wurde. In dieser wird er als vascularius bezeichnet, was sowohl die Produzenten von zumeist Metallgefäßen (Toreuten) als auch die Händler solcher Gefäße meinen kann. Er wäre damit einer von nur etwa 30 bis 40 inschriftlich bekannten Toreuten der griechisch-römischen Antike. Eine genauere Datierung als in die römische Kaiserzeit ist nicht möglich, wenngleich das Corpus Inscriptionum Latinarum die Inschrift in das 2. Jahrhundert setzt. Die (aufgelöste) Inschrift lautet:

## Einzelbelege
1. ↑  CIL 6, 33918 und CIL 14, 467
2. ↑  Signaturstempel römischer Toreuten ausgenommen

| Personendaten    | Personendaten                              |
| ---------------- | ------------------------------------------ |
| NAME             | Arrius Hermes, Lucius                      |
| ALTERNATIVNAMEN  | Hermes, Lucius Arrius                      |
| KURZBESCHREIBUNG | antiker römischer Toreut oder Händler      |
| GEBURTSDATUM     | 1. Jahrhundert v. Chr. oder 1. Jahrhundert |
| STERBEDATUM      | 1. Jahrhundert oder 2. Jahrhundert         |